# Fred Goodwin
Frederick (Dick) Anderson Goodwin (né le 17 août 1958) est un banquier écossais et ancien chef de la direction de la Royal Bank of Scotland (RBS). En 2002, Fred Goodwin est désigné « homme d'affaires de l'année » par le magazine Forbes. En 2004, il est fait chevalier par le gouvernement britannique pour « services rendus à la banque ».
En novembre 2008, la Royal Bank of Scotland dont il vient de quitter la présidence fait faillite. Selon la Financial Services Authority (FSA), Fred Goodwin s'est rendu en partie responsable de cette faillite en décidant en octobre 2007 d'acheter la banque ABN AMRO à un prix élevé, alors qu'une crise financière avait déjà débuté.
Lorsqu'il quitte la banque en octobre 2008, une pension annuelle de près de 700 000 livres sterling (près de 800 000 euros) lui est accordée. Il refuse d'y renoncer malgré un scandale et des pertes record de la banque. Il est qualifié par Newsweek de « pire banquier du monde ».
En juin 2009, il annonce qu'il accepte de réduire sa rente de 212 500 livres.
Son domicile d'Édimbourg est vandalisé en 2009 par le groupe « Bank Bosses are Criminals ».
Il vit alors dans le sud de la France et est embauché par un cabinet d’architecture écossais en 2010 avant de démissionner.
En janvier 2012, une commission de déchéance lui retire son titre de sir. Cette décision très rare est justifiée selon le gouvernement britannique par le rôle joué par Fred Goodwin dans la crise bancaire et financière de l'automne 2008.
Un élu - protégé par son immunité parlementaire - révèle en 2011 qu'il aurait eu une aventure avec une collègue. Selon le «Scotsman» cité par Les Echos, sa femme lui demande alors de quitter leur domicile.